# Насрин, Таслима
Таслима Насрин (бенг. তসলিমা নাসরিন, урождённая Насрин Джахан Таслима, нередко упоминается в прессе только под личным именем «Таслима», род. 25 августа 1962, Мименсинг, ныне Бангладеш) — бенгальская писательница-феминистка, в 1986—1994 — врач-терапевт.

## Биография
Описывает свои убеждения как «светская гуманистка». Ещё к концу 1980-х не пользовалась известностью как писатель, несмотря на плодовитость, однако уже через 10 лет получила мировую известность за свой радикальный феминизм, критику религий в целом и ислама в частности. Поскольку после этого возвращение в Бангладеш стало для неё невозможным, она поселилась в Колькате (Индия) после длительного проживания в Париже и Стокгольме. В 2007, в связи с социальными протестами, правительство Индии несколько месяцев укрывало её, после чего она уехала в Швецию, однако вскоре вновь вернулась в Индию. С 1 февраля 2009 года Насрин будет жить в Париже.
В 2015 году заявила, что является атеисткой и попросила журналистов прекратить называть её мусульманкой: «Пожалуйста, не называйте меня мусульманкой, я атеистка. Я критикую все религии, включая индуизм. Я против индуистских божеств и ритуалов, таких как карва-чаутх и шиваратри, и я осуждаю притеснение мусульман в Гуджарате. Я возражаю против притеснения индуистов в Бангладеш, против угнетения иудеев в нацистской Германии, мусульман в Боснии, Палестины и христиан в Пакистане».

## Награды
Таслима Насрин получила ряд международных наград (премий) в знак признания её бескомпромиссных требований свободы слова, либо за её литературные достижения, в частности, Премию имени Сахарова от Европарламента (1994), премию Французской Республики За права человека (2007), премия Симоны де Бовуар За свободу женщин (2008). С 7 июля 2008 Таслима Насрин — почетная гражданка Парижа.

## Сочинения

### Поэзия
- Shikore Bipul Khudha (Hunger in the Roots), 1986
- The Game in Reverse: Poems and Essays by Taslima Nasrin 1995
- Nirbashito Bahire Ontore (Banished Without and Within), 1989
- Amar Kichu Jay Ashe Ne (I Couldn’t Care Less), 1990
- Atole Ontorin (Captive In the Abyss), 1991
- Balikar Gollachut (Game of the Girls), 1992
- Behula Eka Bhashiyechilo Bhela (Behula Floated the Raft Alone), 1993
- Ay Kosto Jhepe, Jibon Debo Mepe (Pain Come Roaring Down, I’ll Measure Out My Life for You), 1994
- Nirbashito Narir Kobita (Poems From Exile), 1996
- Jolopodyo (Waterlilies), 2000
- Khali Khali Lage (Feeling Empty), 2004
- Kicchukhan Thako (Stay For A While), 2005
- Bhalobaso? Cchai baso (It’s your love! or a heap of trash!), 2007
- Bondini (Prisoner), 2008

### Собрания эссе
- Nirbachito column (Selected Columns), 1990
- Jabo na Keno jabo (I will not go; why should I?), 1991
- Noshto meyer noshto goddo (Corrupt prose of a corrupt girl), 1992
- ChoTo choTo dukkho kotha (Tale of trivial sorrows), 1994
- Narir Kono Desh Nei (Women have no country), 2007

### Романы
- Oporpokkho (The Opponent) 1992
- Shodh (Revenge), 1992 (ISBN 978-81-88575-05-3)
- Nimontron (Invitation) 1993
- Phera (Return) 1993
- Bhromor Koio Gia (Tell Him The Secret) 1994
- Forashi Premik (French Lover) 2002
- Lajja (Shame), 1993 (ISBN 978-0-14-024051-1)

### Автобиография
- Amar Meyebela (My Girlhood), 1999
- Utal Hawa (Wild Wind), 2002
- Ka (Speak Up), 2003
- Dwikhondito (Split-up in Two), 2003
- Sei Sob Andhokar (All those darkness), 2004
- Meyebela, My Bengali Girlhood — A Memoir of Growing Up Female in a Muslim World, 2002 (ISBN 1-58642-051-8)
- Ami Bhalo Nei, Tumi Bhalo Theko Priyo Desh (I am not okay, but you stay well my beloved homeland), 2006.